# Amikor lehunyod a szemed
Az Amikor lehunyod a szemed (eredeti cím: Mara) 2018-as amerikai természetfeletti-horrorfilm, melyet Clive Toge rendezett a saját rendezői debütálásával. Toge és Frank a film történetét az alvási paralízist és a Brugada-szindrómát körülvevő állapotokra alapozta a mitológiából. A főszereplők Olga Kurylenko, Craig Conwayt és Rosie Fellneret.
Az Amerikai Egyesült Államokban 2018. szeptember 7-én mutatták be, míg Magyarországon három hónappal később szinkronizálva, december 6-án az ADS Service forgalmazásában.
A film középpontjában Kate Fuller kriminálpszichológus, aki egy nő meggyilkolása után nyomoz, ám egy démoni identitás megöli az olyan embereket, akik álmukban elalszanak. Azonban azt nem sejti, milyen veszélynek van kitéve ő maga is, miután a nő kislányát akarja áldozatául venni.

## Cselekmény
|  | Alább a cselekmény részletei következnek! |

Kate Fuller (Kurylenko) pszichológiai szakértő csatlakozik a helyi rendőrséghez, hogy kinyomozzon egy közelmúltbeli gyilkosság ügyét. Az idő múlásával más nyilvánvaló gyilkosságok is lezajlanak, és minden út egy lehetséges démoni identitáshoz vezet, amely a Mara (Botet) néven ismert; a lény alvási bénulást alkalmaz, hogy fázisról-fázisra végezzen áldozataival. Hamarosan Fuller is személyesen részt vesz a kísértésben, és végül Mara tervezett célpontjává válik, míg az egyik áldozat kislányát próbálja megmenteni.
|  | Itt a vége a cselekmény részletezésének! |

## Szereplők
| Szereplő | Színész          | Magyar hang    |
| --- | ---------------- | -------------- |
| Kate Fuller | Olga Kurylenko   | Pikali Gerda   |
| McCarthy nyomozó | Lance E. Nichols | Rosta Sándor   |
| Dougie | Craig Conway     | Holl Nándor    |
| Helena | Rosie Fellner    | Solecki Janka  |
| Sophie | Mackenzie Imsand | Kobela Kíra    |
| Dr. Ellis | Mitch Eakins     | Varga Gábor    |
| Carly | Melissa Bolona   | Illésy Éva     |
| Nagypapa | Ted Johnson      | Kajtár Róbert  |
| Mara | Javier Botet     | Nem szólal meg |
| További magyar hangok: |                  |                |
| Sörös Miklós, Bergendi Áron, Fehér Péter, Kapácsy Miklós, Mohácsi Nóra, Szrna Krisztián, Bordás János, Bessenyei Emma, Hermann Lilla, Kádár-Szabó Bence, Miklós Eponin, Hám Bertalan, Rádai Boglárka |                  |                |

## Előzmények és forgatás
2013 novemberében bejelentették, hogy a film az amerikai filmpiacon fejlesztés alatt áll, amelyhez Olga Kurylenko aláírt a főszerepre, Clive Toge megrendezésével (debütáló), valamint Jonathan Frank felajánlotta, hogy megírja a forgatókönyvet. A filmkészítők, Myles Nestel és Steven Schneider kijelentették, hogy egy "Insidious típusú film" kezdete lesz az alkotás. A film fő forgatása 2014 májusában kezdődött. A filmforgatás befejezése 2016 májusában volt Savannahban, és a 2016-os Cannes-i Filmfesztiválon a filmkészítők forgalmazót kerestek.

## Fogadtatás
A film általánosságban negatív értékeléseket kapott a kritikusoktól. A Metacritic oldalán a film értékelése 32% a 100-ból, ami 4 véleményen alapul. A Rotten Tomatoeson az Amikor lehunyod a szemed 25%-os minősítést kapott, 12 értékelés alapján.